# Чану-Маре
Чану-Маре (рум. Ceanu Mare) — село у повіті Клуж в Румунії. Адміністративний центр комуни Чану-Маре.
Село розташоване на відстані 298 км на північний захід від Бухареста, 30 км на південний схід від Клуж-Напоки.

## Населення
За даними перепису населення 2002 року у селі проживали 1076 осіб.
Національний склад населення села:
| Національність | Кількість осіб | Відсоток |
| -------------- | -------------- | -------- |
| румуни         | 943            | 87,6%    |
| цигани         | 81             | 7,5%     |
| угорці         | 51             | 4,7%     |

Рідною мовою назвали:
| Мова      | Кількість осіб | Відсоток |
| --------- | -------------- | -------- |
| румунська | 1041           | 96,7%    |
| угорська  | 35             | 3,3%     |